# Marcel Marceau
Marcel Marceau, rodným jménem Marcel Mangel, (22. března 1923 Štrasburk – 22. září 2007 Cahors) byl francouzský mim a herec, zakladatel moderní pantomimy.

## Biografie
Narodil se ve Štrasburku do židovské rodiny a jeho rodiči byli Charles Mangel a Ann, rozená Werzberg. Otec byl povoláním židovský řezník (šochet). Když byly Marcelu Mangelovi čtyři roky, přestěhoval se s rodinou do města Lille, ale později se do Štrasburku vrátili. V době, kdy Francie vstoupila do druhé světové války, uprchl jako šestnáctiletý s rodinou do Limoges. V 1944 byl jeho otec chycen a deportován do vyhlazovacího tábora Auschwitz-Birkenau, kde zahynul. Jeho matka holokaust přežila.
Během války spolu s bratrem Alainem přijali příjmení Marceu, s odkazem na generála François Séverin Marceaua z dob velké francouzské revoluce. V Limoges se oba bratři přidali k francouzskému odboji, v jehož řadách zachraňovali děti před rasovými zákony a koncentračními tábory (Marcel Marceu pomáhal pašovat židovské děti do Švýcarska), a po osvobození Paříže se dal k francouzské armádě. Díky perfektní znalosti angličtiny se stal styčným důstojníkem armády generála George Pattona. Pantomimu poprvé použil, když se snažil udržet děti, pašované do Švýcarska, v klidu.
Koncem války bojoval v Ardenách. Roku 1946 byl demobilizován a vrátil se do Dullinova divadla, kde spolupracoval s Decrouxem i Barraultem, pod jehož vedením vystoupil v prvních pantomimách. O rok později se osamostatnil, založil si vlastní soubor a tvoří si svého jedinečného Bipa. 

## Dílo

### Stylová cvičení
Jedná se o, z dnešního pohledu, základní techniky klasické pantomimy – Chůze na místě, chůze proti větru, chůze ve vodě, přetahování lana nebo kratičké etudy jako Malíř, Sochař, Člověk a měsíc, etc. M. Marceau je začal roku 1944 předvádět a publikum žaslo, jak byl schopen vytvořit na pódiu neexistující věci. Nejdříve šlo o upravené etudy jeho učitelů, ale čím dál častěji si tvořil vlastní a po celý život je zdokonaloval.

### Bipovy pantomimy

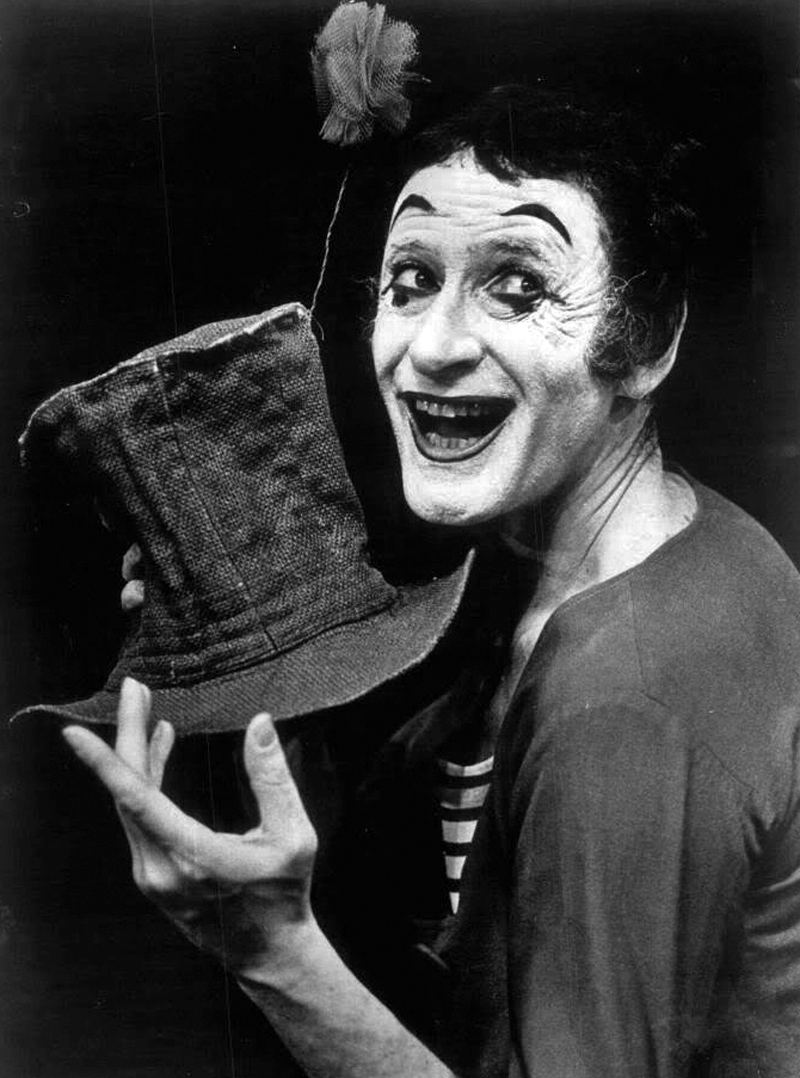
Marceau, Bip, 1974

Bipovy pantomimy jsou jakýmsi dalším, vyšším stupněm Marceauovy pantomimy. I Bip má svůj osobitý kostým, konkrétně tříčtvrteční kalhoty, šedou vestu s dvojí řadou knoflíků, pod ní pruhované tričko (od té doby tolik známé a spojované s mimem), volný krk a nabílený obličej s vysoko namalovaným obočím. Na hlavě cylindr a nezaměnitelný červený karafiát na dlouhém stonku.
Těmito etudami vyjadřuje filosofické myšlenky pomocí obyčejného člověka v každodenních situacích. Jedná se např. O Mládí, zralost, stáří a smrt, klec, Bip ve vlaku, Bip malíř, Učitel botaniky, ...

### Mimodramata
Mimodramata jsou celovečerní pantomimy s látkami od středověku, přes Commedii dell'arte až po nejnovější dobu. Marceau vždy kvůli mimodramatu sestavil početnější soubor a s ním hrál tu konkrétní hru. Např.: Smrt na úsvitu (1948, Deburauova cena), Plášť (1951, podle Gogolovy povídky), Večer ve Funambules (1952), Don Juan (1963), etc.

### Filmy
Sedm dlouhometrážních, z čehož šest natočil v cizině, mnoho krátkometrážních, i ty vznikaly mimo Francii, nejčastěji v Německu.

## Popis pantomimy Výrobce masek
Příběh pantomimy, V. Veber, 2006, HAMU
„Výrobce masek vyrábí masky. Klade si je na tvář, zkouší je. Masky jsou veselé i smutné, groteskní i karikaturní. Těší se z nich. Zkouší poslední. Má ji na tváři, chce ji sundat, ale nemůže. Zkouší nožem, ale nůž, jakoby se vzpíral. Jde k zrcadlu. Vidí blázna. Nejstrašnější ze všech masek je teď jeho tváří. A bláznova maska se teď hloupě směje. – Celé tělo začne proti ní bojovat, odmítá se jí poddat. – Jsme svědky zoufalého boje proti muži s rozšklebenou tváří s přilnuvší maskou, která v tuto chvíli je děsivým kontrastem jeho skutečného duševního i fyzického stavu. – Nakonec masku strhne a pod ní se zjevuje tvář moudrého, vyčerpaného a chápavého člověka, tvář zkřivená utrpením. – Ale není to tvář, co kdysi, všechno se změnilo: výrobce masek poznal tragikomedii života.“

## Mezinárodní škola pantomimy v Paříži
L'École internationale de mimodrame de Paris Marcel Marceau
Koncem padesátých let se rozhodl, že založí vlastní školu mimů. Bylo to v době, kdy byl přesvědčen o velké budoucnosti pantomimy. Vysnil si alespoň jedno mimické divadlo v každém větším městě. Škola funguje dodnes (i po smrti M. Marceaua) a studenti se v ní učí všemožné techniky akrobacie, tance, šermu, žonglování, dramatické umění jak mimické, tak i verbální. Škola se stala natolik prestižní, že mít diplom z vystudování znamená možnost vystupovat v souboru M. Marceaua a možnost a výbornou průpravu k vyučování pantomimy ve své zemi. Jediným přímým studentem Marcela Marceua z České republiky s diplomem z této školy je Martin Sochor.